# ولیکا براینا
ولیکا براینا (به صربی: Velika Braina) یک منطقهٔ مسکونی در صربستان است که در صربستان جنوبی و شرقی واقع شده‌است. ولیکا براینا ۱۱٫۵۰ کیلومتر مربع مساحت و ۲۸ نفر جمعیت دارد و ۷۸۱ متر بالاتر از سطح دریا واقع شده‌است.